# جلال‌الدین محلی

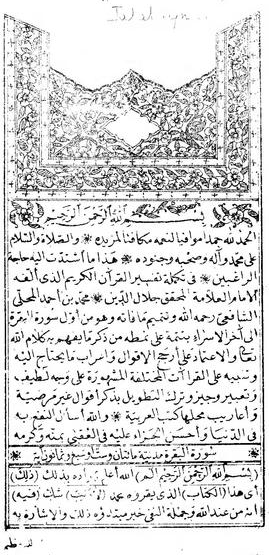
کتاب تفسیر الجلالین

جلال‌الدین ابوعبدالله محمد بن شهاب‌الدین احمد بن کمال‌الدین محمد بن ابراهیم بن احمد بن هاشم عباسی انصاری محلّی اصل (۷۹۱ – ۸۶۴ هجری) فقیه شافعی است. در قاهره به دنیا آمد و همان‌جا به تحصیل پرداخت. قرآن را فراگرفت و به حفظ متون پرداخت.
از آثار او عبارتند از:
- تفسیر الجلالین
- البدر الطالع فی حل جمع الجوامع
- شرح الورقات
- کنز الراغبین فی شرح منهاج الطالبین
- الأنوار المضیة
- القول المفید فی النیل السعید
- الطب النبوی
- کتاب فی المناسک
- کتاب فی الجهاد